# Rahe (Aurich)

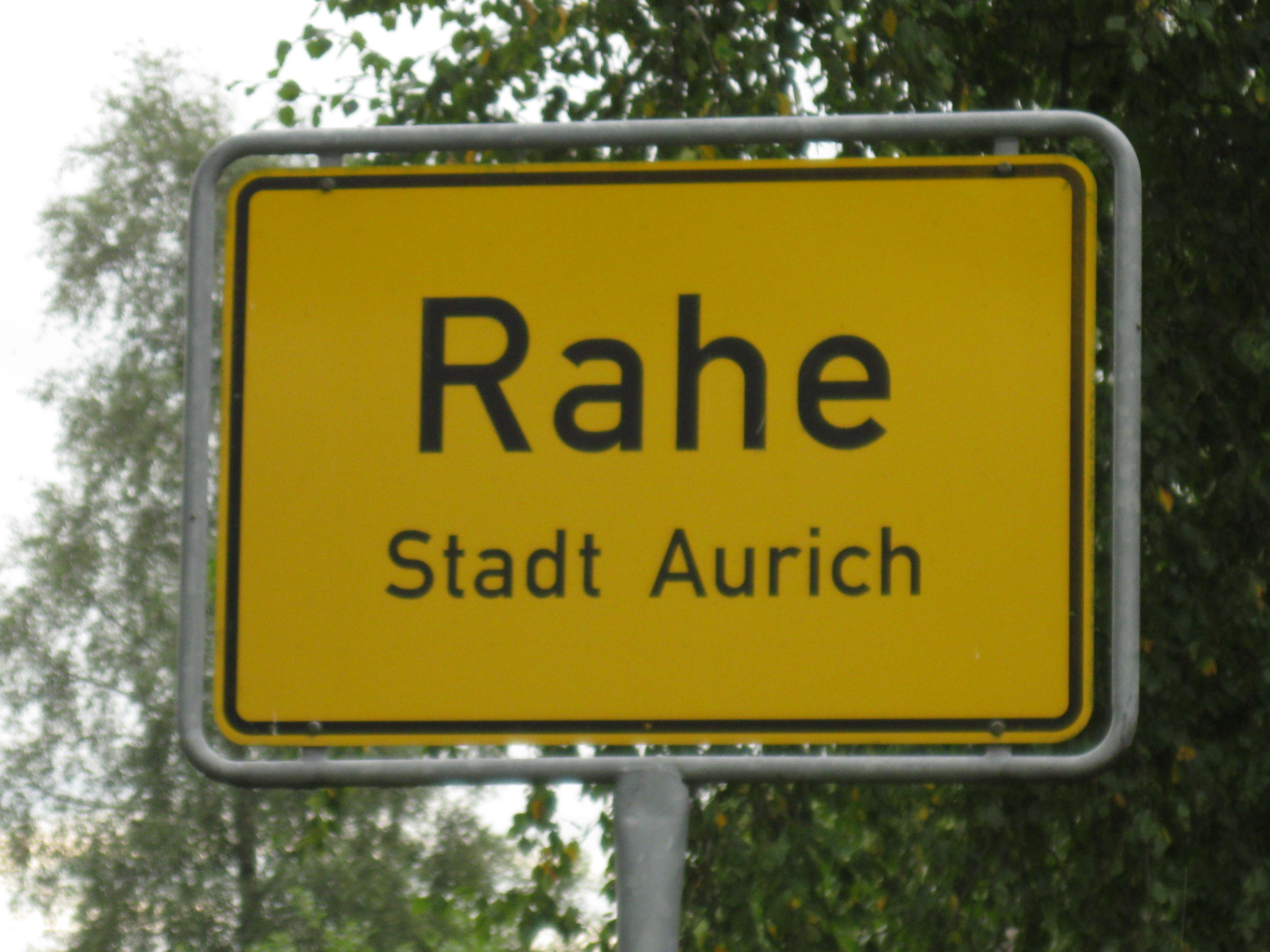
Ortsschild

Rahe ist ein Ortsteil der Kreisstadt Aurich im Landkreis Aurich in Ostfriesland, Niedersachsen.

## Geografie
Der Stadtteil besteht aus den Orten Rahe und Rahestermoor. Er wird umgeben von den drei Nachbarstadtteilen Extum, Haxtum und Kirchdorf und grenzt zudem an den Ortsteil Westerende-Kirchloog der Gemeinde Ihlow.

## Geschichte
Die Besiedlung des Ortes ging vermutlich von den Nachbardörfern Extum und Haxtum aus, die zu den ältesten Dörfern des Auricherlandes zählen. Rahe zeigt jedoch „alle kulturgeografischen Merkmale hohen Alters“ auf, weshalb die Gründung des Ortes wahrscheinlich bereits im Frühmittelalter, spätestens jedoch im Hochmittelalter erfolgt ist. Die erste urkundliche Erwähnung Rahes stammt aus dem Jahr 1408 als Rode, was auf die während des Mittelalters erfolgte Rodung der Wälder in dem Geestgebiet hindeutet. Für das Jahr 1645 ist die erste Erwähnung in der heutigen Schreibweise bezeugt. Im Hochmittelalter hatte das Gebiet eine überörtliche Bedeutung: Dort befand sich der Upstalsboom, an dem sich bis ins 14. Jahrhundert Abgeordnete aus den verschiedenen friesischen Landesgemeinden zu Beratungen trafen.
1965, noch sieben Jahre vor der niedersächsischen Gebietsreform, schlossen sich die vier damals selbstständigen Gemeinden Extum, Haxtum, Rahe und Kirchdorf zur Samtgemeinde Upstalsboom zusammen. Diese hatte sieben Jahre Bestand, seit der niedersächsischen Gemeindereform, die am 1. Juli 1972 in Kraft trat, gehört Rahe zu Aurich. Das Adjektiv zu Rahe lautet Rahester.

## Politik

### Ortsrat
Der Ortsrat, der die Auricher Ortsteile Extum, Haxtum, Kirchdorf und Rahe gemeinsam vertritt, setzt sich aus sieben Mitgliedern zusammen. Die Ratsmitglieder werden durch eine Kommunalwahl für jeweils fünf Jahre gewählt. Die aktuelle Amtszeit begann am 1. November 2021 und endet am 31. Oktober 2026.
Bei der Kommunalwahl 2021 ergab sich folgende Sitzverteilung:
| Ortsrat 2021Insgesamt 7 Sitze - SPD: 4 - GAP: 1 - AWG: 1 - CDU: 1 |

### Ortsbürgermeisterin
Ortsbürgermeisterin ist Antje Harms (SPD).

## Wirtschaft und Infrastruktur
Der Stadtteil ist dörflich geprägt, es gibt noch mehr als 20 Höfe in Rahe. In Rahe befindet sich das Gemeindezentrum der Baptistengemeinde Aurichs.

## Verkehr

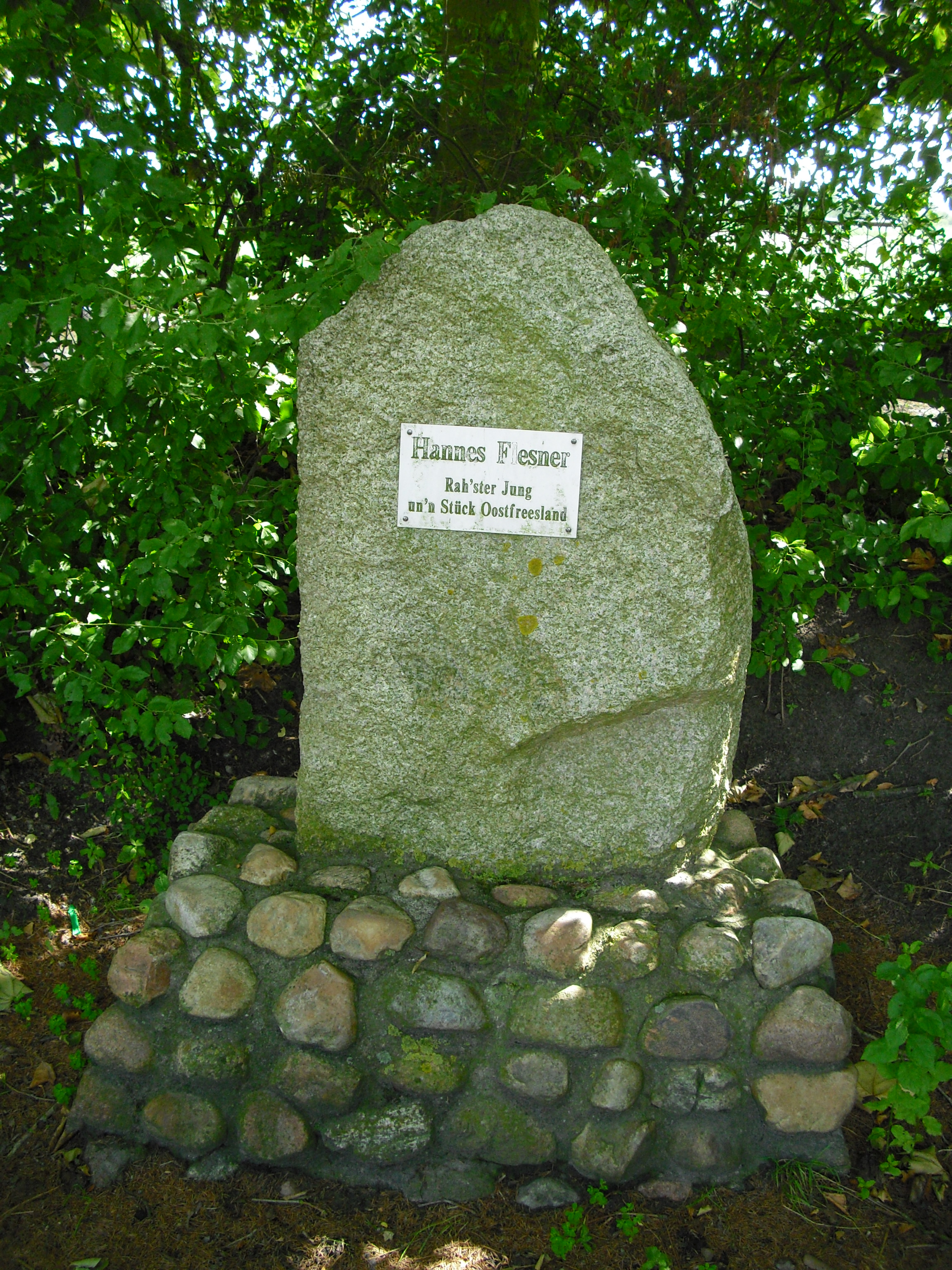
Gedenkstein für Hannes Flesner an der Schleuse Rahe

Durch den Stadtteil führt der Ems-Jade-Kanal. Auf Rahester Gebiet befindet sich die Schleuse Rahe, die auch „Schleuse Kukelorum“ genannt wird, abgeleitet aus dem plattdeutschen Wort kukelieren für gucken oder schauen. Der Name rührt von dem gleichnamigen Gaststätte direkt neben der Schleuse her, von wo aus ein Blick auf das Schleusenbecken möglich ist. Durch den Ort verläuft zudem die Landesstraße 1 vom Auricher Stadtkern nach Oldersum.

## Persönlichkeiten
Der Musikjournalist, Liedtexter und Liedermacher Hannes Flesner (1928–1984) wurde in Rahestermoor geboren.